# Jorge Lomelino
Jorge Lomelino (Santa Cruz – Funchal, 9 de dezembro 1548) foi Fidalgo cavaleiro e Comerciante no Reino de Portugal. É descendente de uma das famílias mais importantes de Génova, os Lomellini, que há muito se tinham mudado para a Ilha da Madeira em 1476, trazendo o comércio de Açúcar e Mel de cana.

## Biografia
Filho único de Giovan Batista Lomellini, nascido entre 1477 a 1485 na vila de Santa Cruz, supostamente herdando o nome de seu tio-avô paterno, desde cedo interessou-se pelo comércio de açúcar, na altura administrado pelo seu pai e seu tio, Urbano Lomellini.A 28 e 29 de agosto 1513, participou na Batalha de Azamor em Marrocos e armou-se fidalgo cavaleiro em 1515.
Em 1518 seu tio Urbano falece, e Jorge torna-se no primeiro administrador do Morgado dos Lomelino, herdando-o por parte de que seu tio não tinha deixado descendência. Também chegou a herdar uma cruz processional de prata no valor de 25.000 reis da Igreja Matriz de Gaula.
Concluiu a edificação do Convento de Nossa Senhora da Piedade de Santa Cruz, primeiramente iniciada por seu tio, que ficou mais tarde concluído em 1527 e aumentado em 1548. Durante as construções, aparece retratado por Gerard David no conjunto pictórico flamengo "Tríptico da Descida da Cruz" actualmente localizado no Museu de Arte Sacra do Funchal.
Veio a escrever o seu testamento a 5 de dezembro 1548 e faleceu 4 dias depois a 9 de dezembro. Foi sepultado na Capela-mor do Convento da Piedade sob uma laje mandada vir da Flandres com a inscrição do seu nome em latão dourado que em 1852 tinha sido apagada. Seus restos mortais estão desaparecidos, alguns historiadores afirmam que está ainda enterrado entre as ruínas do convento, actualmente no Aeroporto da Madeira.

## Relações familiares
Foi filho de Giovan Batista Lomellini e de provavelmente Caterina Batista Lomellini, e casado com Maria Adão Ferreira (Funchal, c.1515 – Funchal, 1595) de quem teve:
1. Francisco Lomelino (c.1512 - ?) foi casado duas vezes com Dona Isabel de Moura e Joana Correa a 7 de agosto 1570 a que teve filhos. Sucedeu a seu pai no Morgado dos Lomelino e serviu em África, sendo sendo aprisionado pelos mouros durante a tomada do Cabo de Gué. Permaneceu sete anos como prisioneiro, ao fim dos quais, escapou acompanhado pelo mouro que o guardava.
2. Urbano Lomelino (c.1514 - ?) foi casado quatro vezes com Helena Moniz, Maria Cabral, Vitória Leitão a que teve um filho e Mécia de França. Herdou o Morgado dos Lomelino após a morte de seu irmão Francisco.
3. António Lomelino (1516 - ?).
4. Filipa Lomelino (c.1518 - ?).
5. Guimar Lomelino (c.1520 - ?) faleceu "mentecapta".
6. Maria da Cruz (c.1524 - ?) foi Freira no Mosteiro de Santa Clara, no Funchal.
7. Ana Lomelino (c.1530 - ?) foi casada duas vezes com Estêvão Calaça a 1550 no Porto Santo e com Duarte Teixeira no Funchal. Em ambos teve vasta descendência. Herdou o Morgadio dos Lomelino após a morte de todos os seus irmãos.